# Papa Roach/Diskografie
Diese Diskografie ist eine Übersicht über die musikalischen Werke der US-amerikanischen Rockband Papa Roach. Den Quellenangaben zufolge hat sie bisher mehr als 25 Millionen Tonträger verkauft. Ihre erfolgreichste Veröffentlichung ist die Single Last Resort mit über 8,8 Millionen verkauften Einheiten. Diese avancierte alleine in Deutschland zum Millionenseller und so wurde das Lied zu einem der meistverkauften Rocksongs des Landes sowie die Single zu einer der meistverkauften der 2000er-Jahre.

## Alben

### Studioalben
| Jahr | Titel Musiklabel                                    | Höchstplatzierung, Gesamtwochen, AuszeichnungChartplatzierungen (Jahr, Titel, Musiklabel, Platzierungen, Wochen, Auszeichnungen, Anmerkungen) | Höchstplatzierung, Gesamtwochen, AuszeichnungChartplatzierungen (Jahr, Titel, Musiklabel, Platzierungen, Wochen, Auszeichnungen, Anmerkungen) | Höchstplatzierung, Gesamtwochen, AuszeichnungChartplatzierungen (Jahr, Titel, Musiklabel, Platzierungen, Wochen, Auszeichnungen, Anmerkungen) | Höchstplatzierung, Gesamtwochen, AuszeichnungChartplatzierungen (Jahr, Titel, Musiklabel, Platzierungen, Wochen, Auszeichnungen, Anmerkungen) | Höchstplatzierung, Gesamtwochen, AuszeichnungChartplatzierungen (Jahr, Titel, Musiklabel, Platzierungen, Wochen, Auszeichnungen, Anmerkungen) | Höchstplatzierung, Gesamtwochen, AuszeichnungChartplatzierungen (Jahr, Titel, Musiklabel, Platzierungen, Wochen, Auszeichnungen, Anmerkungen) | Anmerkungen                                                 |
| Jahr | Titel Musiklabel                                    | DE | AT | CH | UK | US | Rock | Anmerkungen                                                 |
| ---- | --------------------------------------------------- | --- | --- | --- | --- | --- | --- | ----------------------------------------------------------- |
| 1997 | Old Friends from Young Years Onion Hardcore (Onion) | — | — | — | — | — | — | Erstveröffentlichung: 4. Februar 1997                       |
| 2000 | Infest DreamWorks Records (UMG)                     | DE5 Platin · (32 Wo.)DE | AT12 Gold · (27 Wo.)AT | CH16 Gold · (32 Wo.)CH | UK9 Platin · (37 Wo.)UK | US5 ×4Vierfachplatin · (65 Wo.)US | — | Erstveröffentlichung: 25. April 2000 Verkäufe: + 5.207.500  |
| 2002 | Lovehatetragedy DreamWorks Records (UMG)            | DE6 (13 Wo.)DE | AT8 (14 Wo.)AT | CH3 Gold · (14 Wo.)CH | UK4 Gold · (9 Wo.)UK | US2 Gold · (15 Wo.)US | — | Erstveröffentlichung: 31. Mai 2002 Verkäufe: + 670.000      |
| 2004 | Getting Away with Murder Geffen Records (UMG)       | DE8 Gold · (8 Wo.)DE | AT8 (8 Wo.)AT | CH13 (8 Wo.)CH | UK30 Silber · (3 Wo.)UK | US17 Platin · (61 Wo.)US | — | Erstveröffentlichung: 27. August 2004 Verkäufe: + 1.210.000 |
| 2006 | The Paramour Sessions Geffen Records (UMG)          | DE35 (5 Wo.)DE | AT35 (5 Wo.)AT | CH33 (4 Wo.)CH | UK61 (1 Wo.)UK | US16 Gold · (36 Wo.)US | Rock9 (5 Wo.)Rock | Erstveröffentlichung: 8. September 2006 Verkäufe: + 500.000 |
| 2009 | Metamorphosis Interscope Records (UMG)              | DE23 (7 Wo.)DE | AT12 (9 Wo.)AT | CH21 (7 Wo.)CH | UK42 Silber · (3 Wo.)UK | US8 (25 Wo.)US | Rock3 (13 Wo.)Rock | Erstveröffentlichung: 20. März 2009 Verkäufe: + 60.000      |
| 2012 | The Connection Eleven Seven Music (UMG)             | DE27 (3 Wo.)DE | AT24 (3 Wo.)AT | CH21 (3 Wo.)CH | UK37 (1 Wo.)UK | US17 (5 Wo.)US | Rock7 (4 Wo.)Rock | Erstveröffentlichung: 28. September 2012 Verkäufe: + 40.000 |
| 2015 | F.E.A.R. Eleven Seven Music (Sony)                  | DE6 (5 Wo.)DE | AT8 (4 Wo.)AT | CH8 (4 Wo.)CH | UK13 (2 Wo.)UK | US15 (3 Wo.)US | Rock2 (8 Wo.)Rock | Erstveröffentlichung: 23. Januar 2015                       |
| 2017 | Crooked Teeth Eleven Seven Music (Sony)             | DE6 (7 Wo.)DE | AT6 (3 Wo.)AT | CH7 (4 Wo.)CH | UK20 Silber · (2 Wo.)UK | US20 (3 Wo.)US | Rock4 (3 Wo.)Rock | Erstveröffentlichung: 19. Mai 2017 Verkäufe: + 60.000       |
| 2019 | Who Do You Trust? Better Noise Music (Sony)         | DE4 (4 Wo.)DE | AT8 (2 Wo.)AT | CH3 (2 Wo.)CH | UK36 (1 Wo.)UK | US73 (1 Wo.)US | Rock11 (1 Wo.)Rock | Erstveröffentlichung: 18. Januar 2019                       |
| 2022 | Ego Trip New Noize Records (WMG)                    | DE14 (3 Wo.)DE | AT18 (2 Wo.)AT | CH9 (2 Wo.)CH | — | US115 (1 Wo.)US | Rock21 (1 Wo.)Rock | Erstveröffentlichung: 8. April 2022                         |

grau schraffiert: keine Chartdaten aus diesem Jahr verfügbar

### Livealben
| Jahr | Titel Musiklabel                                                             | Höchstplatzierung, Gesamtwochen, AuszeichnungChartplatzierungen (Jahr, Titel, Musiklabel, Platzierungen, Wochen, Auszeichnungen, Anmerkungen) | Höchstplatzierung, Gesamtwochen, AuszeichnungChartplatzierungen (Jahr, Titel, Musiklabel, Platzierungen, Wochen, Auszeichnungen, Anmerkungen) | Höchstplatzierung, Gesamtwochen, AuszeichnungChartplatzierungen (Jahr, Titel, Musiklabel, Platzierungen, Wochen, Auszeichnungen, Anmerkungen) | Höchstplatzierung, Gesamtwochen, AuszeichnungChartplatzierungen (Jahr, Titel, Musiklabel, Platzierungen, Wochen, Auszeichnungen, Anmerkungen) | Höchstplatzierung, Gesamtwochen, AuszeichnungChartplatzierungen (Jahr, Titel, Musiklabel, Platzierungen, Wochen, Auszeichnungen, Anmerkungen) | Höchstplatzierung, Gesamtwochen, AuszeichnungChartplatzierungen (Jahr, Titel, Musiklabel, Platzierungen, Wochen, Auszeichnungen, Anmerkungen) | Anmerkungen                             |
| Jahr | Titel Musiklabel                                                             | DE | AT | CH | UK | US | Rock | Anmerkungen                             |
| ---- | ---------------------------------------------------------------------------- | --- | --- | --- | --- | --- | --- | --------------------------------------- |
| 2010 | Time for Annihilation: On the Record & On the Road Eleven Seven Music (Sony) | DE40 (2 Wo.)DE | AT38 (3 Wo.)AT | CH64 (1 Wo.)CH | UK71 (1 Wo.)UK | US23 (3 Wo.)US | Rock9 (2 Wo.)Rock | Erstveröffentlichung: 27. August 2010   |
| 2020 | 20/20 Eigenvertrieb                                                          | — | — | — | — | — | — | Erstveröffentlichung: 25. Dezember 2020 |

### Kompilationen
| Jahr | Titel Musiklabel                                                                 | Höchstplatzierung, Gesamtwochen, AuszeichnungChartplatzierungen (Jahr, Titel, Musiklabel, Platzierungen, Wochen, Auszeichnungen, Anmerkungen) | Höchstplatzierung, Gesamtwochen, AuszeichnungChartplatzierungen (Jahr, Titel, Musiklabel, Platzierungen, Wochen, Auszeichnungen, Anmerkungen) | Höchstplatzierung, Gesamtwochen, AuszeichnungChartplatzierungen (Jahr, Titel, Musiklabel, Platzierungen, Wochen, Auszeichnungen, Anmerkungen) | Höchstplatzierung, Gesamtwochen, AuszeichnungChartplatzierungen (Jahr, Titel, Musiklabel, Platzierungen, Wochen, Auszeichnungen, Anmerkungen) | Höchstplatzierung, Gesamtwochen, AuszeichnungChartplatzierungen (Jahr, Titel, Musiklabel, Platzierungen, Wochen, Auszeichnungen, Anmerkungen) | Höchstplatzierung, Gesamtwochen, AuszeichnungChartplatzierungen (Jahr, Titel, Musiklabel, Platzierungen, Wochen, Auszeichnungen, Anmerkungen) | Anmerkungen                                            |
| Jahr | Titel Musiklabel                                                                 | DE | AT | CH | UK | US | Rock | Anmerkungen                                            |
| ---- | -------------------------------------------------------------------------------- | --- | --- | --- | --- | --- | --- | ------------------------------------------------------ |
| 2010 | … To Be Loved: The Best of Papa Roach Geffen Records (UMG)                       | — | — | CH89 (1 Wo.)CH | UK— SilberUK | US83 (1 Wo.)US | Rock22 (1 Wo.)Rock | Erstveröffentlichung: 25. Juni 2010 Verkäufe: + 60.000 |
| 2021 | 2010–2020 Greatest Hits Vol. 2: The Better Noise Years Better Noise Music (Fuga) | DE38 (1 Wo.)DE | — | CH53 (1 Wo.)CH | — | — | — | Erstveröffentlichung: 19. März 2021                    |

### EPs
| Jahr | Titel Musiklabel                                              | Anmerkungen                           |
| ---- | ------------------------------------------------------------- | ------------------------------------- |
| 1994 | Potatoes for Christmas dB Records (dbR)                       | Erstveröffentlichung: 1994            |
| 1998 | Five Tracks Deep Onion Hardcore (Onion)                       | Erstveröffentlichung: 1998            |
| 1999 | Let ’em Know Onion Hardcore (Onion)                           | Erstveröffentlichung: 1999            |
| 2000 | Evening Session DreamWorks Records (UMG)                      | Erstveröffentlichung: 3. Oktober 2000 |
| 2009 | Naked and Fearless: Acoustic EP Interscope Records (UMG)      | Erstveröffentlichung: 23. Juni 2009   |
| 2022 | Emo Trip New Noize Records (WMG)                              | Erstveröffentlichung: 8. April 2022   |
| 2022 | Ego Trip Chronicles: Self‐Aware New Noize Records (WMG)       | Erstveröffentlichung: 22. August 2022 |
| 2024 | Leave a Light On (Talk Away the Dark) New Noize Records (WMG) | Erstveröffentlichung: 2. August 2024  |

## Singles

### Als Leadmusiker
| Jahr | Titel Album | Höchstplatzierung, Gesamtwochen, AuszeichnungChartplatzierungen (Jahr, Titel, Album, Platzierungen, Wochen, Auszeichnungen, Anmerkungen) | Höchstplatzierung, Gesamtwochen, AuszeichnungChartplatzierungen (Jahr, Titel, Album, Platzierungen, Wochen, Auszeichnungen, Anmerkungen) | Höchstplatzierung, Gesamtwochen, AuszeichnungChartplatzierungen (Jahr, Titel, Album, Platzierungen, Wochen, Auszeichnungen, Anmerkungen) | Höchstplatzierung, Gesamtwochen, AuszeichnungChartplatzierungen (Jahr, Titel, Album, Platzierungen, Wochen, Auszeichnungen, Anmerkungen) | Höchstplatzierung, Gesamtwochen, AuszeichnungChartplatzierungen (Jahr, Titel, Album, Platzierungen, Wochen, Auszeichnungen, Anmerkungen) | Höchstplatzierung, Gesamtwochen, AuszeichnungChartplatzierungen (Jahr, Titel, Album, Platzierungen, Wochen, Auszeichnungen, Anmerkungen) | Anmerkungen                                                      | [↑]: gemeinsam behandelt mit vorhergehendem Eintrag; [←]: in beiden Charts platziert |
| Jahr | Titel Album | DE | AT | CH | UK | US | Rock | Anmerkungen                                                      |                                                                                      |
| --- | --- | --- | --- | --- | --- | --- | --- | ---------------------------------------------------------------- | ------------------------------------------------------------------------------------ |
| 2000 | Last Resort Infest                                                                                                | DE4 ×2Doppelplatin · (17 Wo.)DE | AT7 (19 Wo.)AT | CH25 (21 Wo.)CH | UK3 ×2Doppelplatin · (14 Wo.)UK | US57 ×6Sechsfachplatin · (20 Wo.)US | Rock19 (8 Wo.)Rock | Erstveröffentlichung: 18. September 2000 Verkäufe: + 8.800.000   |                                                                                      |
| 2001 | Broken Home Infest                                                                                                | DE34 (9 Wo.)DE | AT42 (8 Wo.)AT | CH96 (1 Wo.)CH | — | — | — | Erstveröffentlichung: 8. Januar 2001                             |                                                                                      |
| 2001 | Between Angels & Insects Infest                                                                                   | DE94 (3 Wo.)DE | — | — | UK17 Silber · (6 Wo.)UK | — | — | Erstveröffentlichung: 5. April 2001 Verkäufe: + 200.000          |                                                                                      |
| 2002 | She Loves Me Not Lovehatetragedy                                                                                  | DE47 (9 Wo.)DE | — | CH72 (4 Wo.)CH | UK14 (8 Wo.)UK | US76 (12 Wo.)US | — | Erstveröffentlichung: 31. Mai 2002                               |                                                                                      |
| 2002 | Time and Time Again Lovehatetragedy                                                                               | — | — | — | UK54 (2 Wo.)UK | — | — | Erstveröffentlichung: 30. September 2002                         |                                                                                      |
| 2004 | Getting Away with Murder                                                                                          | DE38 (9 Wo.)DE | AT28 (8 Wo.)AT | — | UK45 (2 Wo.)UK | US69 Platin · (16 Wo.)US | — | Erstveröffentlichung: 19. Juli 2004 Verkäufe: + 1.000.000        |                                                                                      |
| 2005 | Scars Getting Away with Murder                                                                                    | DE82 (4 Wo.)DE | — | — | UK— SilberUK | US15 ×3Dreifachplatin · (38 Wo.)US | — | Erstveröffentlichung: 23. Mai 2005 Verkäufe: + 3.200.000         |                                                                                      |
| 2006 | … To Be Loved The Paramour Sessions                                                                               | — | — | — | — | US— GoldUS | — | Erstveröffentlichung: 18. September 2006 Verkäufe: + 500.000     |                                                                                      |
| 2008 | Hollywood Whore Metamorphosis                                                                                     | — | — | — | — | — | — | Erstveröffentlichung: 28. Oktober 2008                           |                                                                                      |
| 2009 | Lifeline Metamorphosis                                                                                            | — | — | — | — | US81 Gold · (2 Wo.)US | Rock5 (13 Wo.)Rock | Erstveröffentlichung: 27. Januar 2009 Verkäufe: + 500.000        |                                                                                      |
| 2010 | Kick in the Teeth Time for Annihilation: On the Record & On the Road                                              | — | — | — | — | — | Rock6 (22 Wo.)Rock | Erstveröffentlichung: 15. Juni 2010                              |                                                                                      |
| 2010 | No Matter What Time for Annihilation: On the Record & On the Road                                                 | — | — | — | — | — | Rock29 (19 Wo.)Rock | Erstveröffentlichung: 31. August 2010                            |                                                                                      |
| 2010 | Burn Time for Annihilation: On the Record & On the Road                                                           | — | — | — | — | — | Rock8 (27 Wo.)Rock | Erstveröffentlichung: 26. Oktober 2010                           |                                                                                      |
| 2012 | Still Swingin’ The Connection                                                                                     | — | — | — | — | — | Rock22 (13 Wo.)Rock | Erstveröffentlichung: 24. Juli 2012                              |                                                                                      |
| 2014 | Warriors F.E.A.R.                                                                                                 | — | — | — | — | — | — | Erstveröffentlichung: 21. Oktober 2014                           |                                                                                      |
| 2014 | Face Everything and Rise F.E.A.R.                                                                                 | — | — | — | — | — | Rock15 (10 Wo.)Rock | Erstveröffentlichung: 4. November 2014                           |                                                                                      |
| 2014 | Broken as Me F.E.A.R.                                                                                             | — | — | — | — | — | — | Erstveröffentlichung: 16. Dezember 2014                          |                                                                                      |
| 2015 | Never Have to Say Goodbye F.E.A.R.                                                                                | — | — | — | — | — | — | Erstveröffentlichung: 13. Januar 2015                            |                                                                                      |
| 2015 | Gravity F.E.A.R.                                                                                                  | — | — | — | — | — | Rock28 (20 Wo.)Rock | Erstveröffentlichung: 22. April 2015 feat. Maria Brink           |                                                                                      |
| 2016 | Crooked Teeth | — | — | — | — | — | — | Erstveröffentlichung: 11. November 2016                          |                                                                                      |
| 2017 | Help Crooked Teeth                                                                                                | — | — | — | — | US— GoldUS | Rock15 (20 Wo.)Rock | Erstveröffentlichung: 17. Februar 2017 Verkäufe: + 540.000       |                                                                                      |
| 2017 | Born for Greatness Crooked Teeth                                                                                  | — | — | — | — | — | Rock22 (20 Wo.)Rock | Erstveröffentlichung: 31. März 2017 Verkäufe: + 40.000           |                                                                                      |
| 2017 | Periscope Crooked Teeth                                                                                           | — | — | — | — | — | — | Erstveröffentlichung: 31. März 2017 feat. Skylar Grey            |                                                                                      |
| 2017 | American Dreams Crooked Teeth                                                                                     | — | — | — | — | — | Rock35 (9 Wo.)Rock | Erstveröffentlichung: 21. April 2017                             |                                                                                      |
| 2017 | None of the Above Crooked Teeth                                                                                   | — | — | — | — | — | — | Erstveröffentlichung: 5. Mai 2017                                |                                                                                      |
| 2018 | Renegade Music Who Do You Trust?                                                                                  | — | — | — | — | — | — | Erstveröffentlichung: 5. Oktober 2018                            |                                                                                      |
| 2018 | Who Do You Trust?                                                                                                 | — | — | — | — | — | Rock28 (5 Wo.)Rock | Erstveröffentlichung: 5. Oktober 2018                            |                                                                                      |
| 2018 | Not the Only One Who Do You Trust?                                                                                | — | — | — | — | — | — | Erstveröffentlichung: 16. November 2018                          |                                                                                      |
| 2018 | Elevate Who Do You Trust?                                                                                         | — | — | — | — | — | Rock40 (11 Wo.)Rock | Erstveröffentlichung: 14. Dezember 2018                          |                                                                                      |
| 2020 | Tightrope 2020 –                                                                                                  | — | — | — | — | — | — | Erstveröffentlichung: 20. Juni 2020                              |                                                                                      |
| 2020 | The Ending Who Do You Trust?                                                                                      | — | — | — | — | — | — | Erstveröffentlichung: 13. November 2020                          |                                                                                      |
| 2021 | Broken as Me F.E.A.R.                                                                                             | — | — | — | — | — | — | Erstveröffentlichung: 19. Februar 2021 feat. Danny Worsnop       |                                                                                      |
| 2021 | Domination – | — | — | — | — | — | — | Erstveröffentlichung: 16. April 2021 feat. Kayzo & Sullivan King |                                                                                      |
| 2021 | Swerve Ego Trip                                                                                                   | — | — | — | — | — | — | Erstveröffentlichung: 1. August 2021 feat. Fever 333 & Sueco     |                                                                                      |
| 2021 | Kill the Noise Ego Trip                                                                                           | — | — | — | — | — | Rock26 (14 Wo.)Rock | Erstveröffentlichung: 9. September 2021                          |                                                                                      |
| 2021 | Dying to Believe Ego Trip                                                                                         | — | — | — | — | — | — | Erstveröffentlichung: 29. Oktober 2021                           |                                                                                      |
| 2022 | Stand Up Ego Trip                                                                                                 | — | — | — | — | — | — | Erstveröffentlichung: 20. Januar 2022                            |                                                                                      |
| 2022 | Cut the Line Ego Trip                                                                                             | — | — | — | — | — | — | Erstveröffentlichung: 1. März 2022                               |                                                                                      |
| 2022 | No Apologies Ego Trip                                                                                             | — | — | — | — | — | — | Erstveröffentlichung: 9. September 2022                          |                                                                                      |
| 2023 | Leave a Light On (Talk Away the Dark) Ego Trip                                                                    | DE—DE | AT—AT | CH—CH | UK—UK | US—US | Rock50 (1 Wo.)Rock | Erstveröffentlichung: 24. November 2023                          |                                                                                      |
| 2023 | Leave a Light On (Talk Away the Dark) Leave a Light On (Talk Away the Dark) EP[DE: ↑][AT: ↑][CH: ↑][UK: ↑][US: ↑] | DE—DE | AT—AT | CH—CH | UK—UK | US—US | Rock40 (1 Wo.)Rock | Charteinstieg: 17. August 2024 feat. Carrie Underwood            |                                                                                      |
| 2025 | Even If It Kills Me –                                                                                             | — | — | — | — | — | — | Erstveröffentlichung: 22. Januar 2025                            |                                                                                      |
| 2025 | Braindead – | — | — | — | — | — | — | Erstveröffentlichung: 25. Juni 2025 feat. Toby Morse             |                                                                                      |
| Folgende Lieder erschienen nicht als Single, wurden aber durch das Album zum Download und Streaming bereitgestellt und konnten somit eine Platzierung erlangen: | | | | | | | |                                                                  |                                                                                      |
| | | | | | | | |                                                                  |                                                                                      |
| 2019 | Come Around Who Do You Trust?                                                                                     | — | — | — | — | — | Rock30 (15 Wo.)Rock | Charteinstieg: 19. Oktober 2019                                  |                                                                                      |

grau schraffiert: keine Chartdaten aus diesem Jahr verfügbar

### Als Gastmusiker
| Jahr | Titel Album                                    | Höchstplatzierung, Gesamtwochen, AuszeichnungChartplatzierungen (Jahr, Titel, Album, Platzierungen, Wochen, Auszeichnungen, Anmerkungen) | Höchstplatzierung, Gesamtwochen, AuszeichnungChartplatzierungen (Jahr, Titel, Album, Platzierungen, Wochen, Auszeichnungen, Anmerkungen) | Höchstplatzierung, Gesamtwochen, AuszeichnungChartplatzierungen (Jahr, Titel, Album, Platzierungen, Wochen, Auszeichnungen, Anmerkungen) | Höchstplatzierung, Gesamtwochen, AuszeichnungChartplatzierungen (Jahr, Titel, Album, Platzierungen, Wochen, Auszeichnungen, Anmerkungen) | Höchstplatzierung, Gesamtwochen, AuszeichnungChartplatzierungen (Jahr, Titel, Album, Platzierungen, Wochen, Auszeichnungen, Anmerkungen) | Höchstplatzierung, Gesamtwochen, AuszeichnungChartplatzierungen (Jahr, Titel, Album, Platzierungen, Wochen, Auszeichnungen, Anmerkungen) | Anmerkungen                                                                               |
| Jahr | Titel Album                                    | DE | AT | CH | UK | US | Rock | Anmerkungen                                                                               |
| ---- | ---------------------------------------------- | --- | --- | --- | --- | --- | --- | ----------------------------------------------------------------------------------------- |
| 2020 | Heart of a Champion (Remix) New Empire, Vol. 2 | — | — | — | — | — | — | Erstveröffentlichung: 16. Oktober 2020 Hollywood Undead feat. Ice Nine Kills & Papa Roach |
| 2021 | Last Resort (Reloaded) My Sword                | — | — | — | — | US— GoldUS | Rock27 (6 Wo.)Rock | Erstveröffentlichung: 27. Januar 2021 Verkäufe: + 500.000; Jeris Johnson feat. Papa Roach |
| 2021 | Core (That’s Who We Are) –                     | — | — | — | — | — | — | Erstveröffentlichung: 11. Juni 2021 Vize feat. Papa Roach                                 |

## Videoalben und Musikvideos

### Videoalben
| Jahr | Titel Musiklabel                                   | Anmerkungen                             |
| ---- | -------------------------------------------------- | --------------------------------------- |
| 2005 | Live and Murderous in Chicago Geffen Records (UMG) | Erstveröffentlichung: 22. November 2005 |

### Musikvideos
| Jahr | Titel                              | Regie                                                        |
| ---- | ---------------------------------- | ------------------------------------------------------------ |
| 2000 | Last Resort                        | Marcos Siega                                                 |
| 2000 | Broken Home                        | Marcos Siega                                                 |
| 2001 | Dead Cell                          | Robert Lyon                                                  |
| 2001 | Between Angels and Insects         | Joseph Kahn                                                  |
| 2002 | She Loves Me Not                   | Dave Meyers                                                  |
| 2002 | Time and Time Again                | Samuel Bayer (Original) The Malloys (Alternate Version)      |
| 2004 | Getting Away with Murder           | Mathew Cullen                                                |
| 2005 | Scars                              | Steve Murashige (Original) Motion Theory (Alternate Version) |
| 2006 | … To Be Loved                      | Kevin Kerslake                                               |
| 2007 | Forever (2 Versionen)              | Meiert Avis                                                  |
| 2007 | Reckless                           | Devin Dehaven                                                |
| 2008 | Hollywood Whore                    | Jesse Davey                                                  |
| 2009 | Lifeline                           | Christopher Sims                                             |
| 2009 | I Almost Told You That I Loved You | Colin Minihan                                                |
| 2010 | Kick in the Teeth                  | Shane C. Drake                                               |
| 2010 | Burn                               | Jesse Davey                                                  |
| 2011 | No Matter What                     | Jesse Davey                                                  |
| 2012 | One Track Mind                     | Ezio Lucido                                                  |
| 2012 | Still Swingin’                     | David Brodsky                                                |
| 2012 | Where Did the Angels Go?           | Ezio Lucido                                                  |
| 2012 | Before I Die                       | Ezio Lucido                                                  |
| 2013 | Leader of the Broken Hearts        | Ezio Lucido                                                  |
| 2014 | Face Everything and Rise           | Ezio Lucido & Jacoby Shaddix                                 |
| 2015 | Gravity                            | Ezio Lucido & Jacoby Shaddix                                 |
| 2016 | Falling Apart                      | Jesse Davey                                                  |
| 2017 | Crooked Teeth                      | Bryson Roach                                                 |
| 2017 | Help                               | Darren Craig                                                 |
| 2017 | Periscope                          | Darren Craig                                                 |
| 2017 | American Dreams                    | Bryson Roatch                                                |
| 2017 | Born for Greatness (Live)          | Bryson Roatch                                                |
| 2017 | Traumatic                          | Bryson Roatch                                                |
| 2018 | Born for Greatness                 | Bryson Roatch                                                |
| 2018 | My Medication                      | Bryson Roatch                                                |
| 2018 | None of the Above                  | Bryson Roatch                                                |
| 2018 | Who Do You Trust?                  | Darren Craig                                                 |
| 2019 | Elevate                            | Caleb Mallery                                                |
| 2019 | Not the Only One                   | Bryson Roatch                                                |
| 2019 | Come Around                        | Bryson Roatch                                                |
| 2020 | The Ending                         | Samuel Gonzalez Jr.                                          |
| 2025 | Brain Dead                         | Jesse Davey, Ed Shiers                                       |

## Promoveröffentlichungen
Promo-Singles

| Jahr | Titel Album                                       | Höchstplatzierung, Gesamtwochen, AuszeichnungChartplatzierungen (Jahr, Titel, Album, Platzierungen, Wochen, Auszeichnungen, Anmerkungen) | Höchstplatzierung, Gesamtwochen, AuszeichnungChartplatzierungen (Jahr, Titel, Album, Platzierungen, Wochen, Auszeichnungen, Anmerkungen) | Höchstplatzierung, Gesamtwochen, AuszeichnungChartplatzierungen (Jahr, Titel, Album, Platzierungen, Wochen, Auszeichnungen, Anmerkungen) | Höchstplatzierung, Gesamtwochen, AuszeichnungChartplatzierungen (Jahr, Titel, Album, Platzierungen, Wochen, Auszeichnungen, Anmerkungen) | Höchstplatzierung, Gesamtwochen, AuszeichnungChartplatzierungen (Jahr, Titel, Album, Platzierungen, Wochen, Auszeichnungen, Anmerkungen) | Höchstplatzierung, Gesamtwochen, AuszeichnungChartplatzierungen (Jahr, Titel, Album, Platzierungen, Wochen, Auszeichnungen, Anmerkungen) | Anmerkungen                                               |
| Jahr | Titel Album                                       | DE | AT | CH | UK | US | Rock | Anmerkungen                                               |
| ---- | ------------------------------------------------- | --- | --- | --- | --- | --- | --- | --------------------------------------------------------- |
| 2000 | Revenge Infest                                    | — | — | — | — | — | — | Erstveröffentlichung: 2000                                |
| 2004 | Don’t Look Back Biker Boyz (O.S.T.)               | — | — | — | — | — | — | Erstveröffentlichung: 2004 mit N.E.R.D.                   |
| 2005 | Take Me Getting Away with Murder                  | — | — | — | — | — | — | Erstveröffentlichung: 2005                                |
| 2006 | Forever The Paramour Sessions                     | — | — | — | — | US55 Platin · (18 Wo.)US | — | Erstveröffentlichung: 26. Juli 2006 Verkäufe: + 1.000.000 |
| 2007 | Reckless The Paramour Sessions                    | — | — | — | — | — | — | Erstveröffentlichung: 2007                                |
| 2007 | Time Is Running Out The Paramour Sessions         | — | — | — | — | — | — | Erstveröffentlichung: 2007                                |
| 2009 | Had Enough Metamorphosis                          | — | — | — | — | — | — | Erstveröffentlichung: 2009                                |
| 2009 | I Almost Told You That I Loved You Metamorphosis  | — | — | — | — | — | Rock32 (9 Wo.)Rock | Erstveröffentlichung: 1. Juni 2009                        |
| 2012 | What’s Left of Me The Connection (Deluxe Edition) | — | — | — | — | — | — | Erstveröffentlichung: 29. September 2012                  |
| 2012 | 9th Life The Connection (Deluxe Edition)          | — | — | — | — | — | — | Erstveröffentlichung: 2. Oktober 2012                     |
| 2012 | Where Did the Angels Go? The Connection           | — | — | — | — | — | — | Erstveröffentlichung: 20. November 2012                   |
| 2013 | Before I Die The Connection                       | — | — | — | — | — | — | Erstveröffentlichung: 22. Januar 2013                     |
| 2013 | Leader of the Broken Hearts The Connection        | — | — | — | — | — | — | Erstveröffentlichung: 7. Mai 2013                         |
| 2015 | Falling Apart F.E.A.R.                            | — | — | — | — | — | — | Erstveröffentlichung: 25. Dezember 2015                   |

grau schraffiert: keine Chartdaten aus diesem Jahr verfügbar

## Sonderveröffentlichungen

### Alben
| Jahr | Titel Musiklabel                                    | Anmerkungen                                         |
| ---- | --------------------------------------------------- | --------------------------------------------------- |
| 2012 | Infest / The Paramour Sessions Geffen Records (UMG) | Erstveröffentlichung: 2012 Teil der „2-for-1“-Reihe |

| Jahr | Titel Musiklabel                                            | Anmerkungen                                                                    |
| ---- | ----------------------------------------------------------- | ------------------------------------------------------------------------------ |
| 2004 | AOL Sessions Geffen Records (UMG)                           | Erstveröffentlichung: 2004 Teil der „AOL-Sessions“-Reihe                       |
| 2004 | Rolling Stone Original: Papa Roach DreamWorks Records (UMG) | Erstveröffentlichung: 9. November 2004 Teil der „Rolling-Stone-Original“-Reihe |
| 2007 | Live Session EP Geffen Records (UMG)                        | Erstveröffentlichung: 17. Juli 2007 Teil der „iTunes-Exclusive“-Reihe          |
| 2007 | Hit 3 Pack Geffen Records (UMG)                             | Erstveröffentlichung: 24. Juli 2007 Teil der „Hit-3-Pack“-Reihe                |
| 2017 | Live at BBC Radio 1 Eleven Seven Music (Sony)               | Erstveröffentlichung: 6. Oktober 2017 Teil der „Live-at-BBC Radio-1“-Reihe     |

| Jahr | Titel Musiklabel          | Anmerkungen                |
| ---- | ------------------------- | -------------------------- |
| 1995 | Caca Bonita Eigenvertrieb | Erstveröffentlichung: 1995 |

### Lieder
| Jahr | Titel Album                                    | Anmerkungen                                                                               |
| ---- | ---------------------------------------------- | ----------------------------------------------------------------------------------------- |
| 2012 | Anxiety Elephunk                               | Erstveröffentlichung: 24. Juni 2003 The Black Eyed Peas feat. Papa Roach                  |
| 2020 | Heart of a Champion (Remix) New Empire, Vol. 2 | Erstveröffentlichung: 4. Dezember 2020 Hollywood Undead feat. Ice Nine Kills & Papa Roach |
| 2021 | Last Resort (Reloaded) My Sword                | Erstveröffentlichung: 29. Januar 2021 Jeris Johnson feat. Papa Roach                      |

| Jahr | Titel Album                                                              | Anmerkungen                           |
| ---- | ------------------------------------------------------------------------ | ------------------------------------- |
| 2001 | Blood Brothers (Live) The Boardercross Sound                             | Erstveröffentlichung: 5. Februar 2001 |
| 2001 | Blood Brothers (Live @ Ozzfest 2001) Ozzfest 2001: The Second Millennium | Erstveröffentlichung: 14. August 2001 |
| 2006 | Not Coming Home Kevin & Bean’s Super Christmas                           | Erstveröffentlichung: Dezember 2006   |

| Jahr | Titel Soundtrack                                                       | Anmerkungen                                        |
| ---- | ---------------------------------------------------------------------- | -------------------------------------------------- |
| 2000 | Last Resort Ready to Rumble                                            | Erstveröffentlichung: 11. April 2000               |
| 2001 | Dead Cell (Live) / Tough Enough Theme (Interlude) WWE Tough Enough     | Erstveröffentlichung: 18. September 2001           |
| 2001 | Infest Tony Hawk’s Pro Skater 3                                        | Erstveröffentlichung: 16. Oktober 2001             |
| 2002 | Dead Cell Königin der Verdammten                                       | Erstveröffentlichung: 19. Februar 2002             |
| 2003 | Don’t Look Back Biker Boyz                                             | Erstveröffentlichung: 28. Januar 2003 mit N.E.R.D. |
| 2004 | Getting Away with … (Gran Turismo 4 Vrenna/Walsh Remix) Gran Turismo 4 | Erstveröffentlichung: 28. Dezember 2004            |
| 2005 | Blood Saw II                                                           | Erstveröffentlichung: 18. Oktober 2005             |
| 2012 | Even If I Could Marvel’s The Avengers                                  | Erstveröffentlichung: 20. April 2012               |

### Videoalben
| Jahr | Titel Musiklabel                                                                   | Anmerkungen |
| ---- | ---------------------------------------------------------------------------------- | --- |
| 2010 | Papa Roach … An Inside Look, Musikvideos + Photogallerie Eleven Seven Music (Sony) | Erstveröffentlichung: 27. August 2010 Teil von Time for Annihilation: On the Record & On the Road (Special Deluxe Edition) |
| 2012 | Musikvideos Eleven Seven Music (UMG)                                               | Erstveröffentlichung: 28. September 2012 Teil von The Connection (Deluxe Edition)                                          |

## Statistik

### Chartauswertung
|                     | DE     | AT     | CH     | UK     | US     | Rock      |
| ------------------- | ------ | ------ | ------ | ------ | ------ | --------- |
| Nummer-eins-Alben   | DE—DE  | AT—AT  | CH—CH  | UK—UK  | US—US  | Rock—Rock |
| Top-10-Alben        | DE6DE  | AT5AT  | CH5CH  | UK2UK  | US3US  | Rock6Rock |
| Alben in den Charts | DE11DE | AT11AT | CH13CH | UK10UK | US12US | Rock9Rock |

|                       | DE    | AT    | CH    | UK    | US    | Rock       |
| --------------------- | ----- | ----- | ----- | ----- | ----- | ---------- |
| Nummer-eins-Singles   | DE—DE | AT—AT | CH—CH | UK—UK | US—US | Rock—Rock  |
| Top-10-Singles        | DE1DE | AT1AT | CH—CH | UK1UK | US—US | Rock3Rock  |
| Singles in den Charts | DE6DE | AT3AT | CH3CH | UK5UK | US6US | Rock19Rock |

### Auszeichnungen für Musikverkäufe
| 2× Silberne Schallplatte - Europa (Impala) - 2014: für das Album The Connection Goldene Schallplatte - Brasilien - 2024: für die Single Last Resort - Kanada - 2002: für das Album Lovehatetragedy - 2007: für das Album Getting Away with Murder - 2020: für die Single Help - 2021: für die Single Born for Greatness - Neuseeland - 2001: für das Album Infest | Platin-Schallplatte - Dänemark - 2023: für die Single Last Resort - Europa (IFPI) - 2010: für das Album Infest - Italien - 2024: für die Single Last Resort - Spanien - 2025: für die Single Last Resort 2× Platin-Schallplatte - Kanada - 2000: für das Album Infest 4× Platin-Schallplatte - Neuseeland - 2025: für die Single Last Resort |

Anmerkung: Auszeichnungen in Ländern aus den Charttabellen bzw. Chartboxen sind in ebendiesen zu finden.
| Land/RegionAuszeichnungen für Musikverkäufe (Land/Region, Auszeichnungen, Verkäufe, Quellen) | Silber     | Gold       | Platin       | Verkäufe    | Quellen                       |
| -------------------------------------------------------------------------------------------- | ---------- | ---------- | ------------ | ----------- | ----------------------------- |
| Brasilien (PMB)                                                                              | —          | Gold1      | —            | 30.000      | pro-musicabr.org.br           |
| Dänemark (IFPI)                                                                              | —          | —          | Platin1      | 90.000      | ifpi.dk                       |
| Deutschland (BVMI)                                                                           | —          | Gold1      | 3× Platin3   | 1.600.000   | musikindustrie.de             |
| Europa (IFPI)                                                                                | —          | —          | Platin1      | (1.000.000) | ifpi.org                      |
| Europa (Impala)                                                                              | 2× Silber2 | —          | —            | (40.000)    | Einzelnachweise               |
| Italien (FIMI)                                                                               | —          | —          | Platin1      | 100.000     | fimi.it                       |
| Kanada (MC)                                                                                  | —          | 4× Gold4   | 2× Platin2   | 380.000     | musiccanada.com               |
| Neuseeland (RMNZ)                                                                            | —          | Gold1      | 4× Platin4   | 127.500     | aotearoamusiccharts.co.nz NZ2 |
| Österreich (IFPI)                                                                            | —          | Gold1      | —            | 25.000      | ifpi.at                       |
| Schweiz (IFPI)                                                                               | —          | 2× Gold2   | —            | 45.000      | hitparade.ch                  |
| Spanien (Promusicae)                                                                         | —          | —          | Platin1      | 60.000      | elportaldemusica.es           |
| Vereinigte Staaten (RIAA)                                                                    | —          | 6× Gold6   | 16× Platin16 | 19.000.000  | riaa.com                      |
| Vereinigtes Königreich (BPI)                                                                 | 6× Silber6 | Gold1      | 3× Platin3   | 2.240.000   | bpi.co.uk                     |
| Insgesamt                                                                                    | 8× Silber8 | 17× Gold17 | 32× Platin32 |             |                               |